# NGC 121
NGC 121 је збијено звјездано јато у сазвежђу Тукан које се налази на NGC листи објеката дубоког неба.
Деклинација објекта је - 71° 32' 12" а ректасцензија 0h 26m 47,1s. Привидна величина (магнитуда) објекта NGC 121 износи 11,2 а фотографска магнитуда 11,2. NGC 121 је још познат и под ознакама ESO 50-SC12.